# Boedo
Boedo is een wijk (barrio) van de Argentijnse hoofdstad Buenos Aires. De wijk werd genoemd naar Mariano Boedo, een belangrijk figuur ten tijde van de Argentijnse onafhankelijkheidsstrijd. Boedo is de thuishaven van voetbalclub CA San Lorenzo de Almagro, een van de Grote Vijf van het Argentijnse voetbal.
Agronomía · Almagro · Balvanera · Barracas · Belgrano · Boedo · Caballito · Chacarita · Coghlan · Colegiales · Constitución · Flores · Floresta · La Boca · La Paternal · Liniers · Mataderos · Monte Castro · Monserrat · Nueva Pompeya · Núñez · Palermo · Parque Avellaneda · Parque Chacabuco · Parque Chas · Parque Patricios · Puerto Madero · Recoleta · Retiro · Saavedra · San Cristóbal · San Nicolás · San Telmo · Vélez Sársfield · Versalles · Villa Crespo · Villa del Parque · Villa Devoto · Villa Lugano · Villa Luro · Villa Mitre · Villa Ortúzar · Villa Pueyrredón · Villa Real · Villa Riachuelo · Villa Santa Rita · Villa Soldati · Villa Urquiza